# Этрепиньи
Этрепиньи́ (фр. Étrépigny) — коммуна во Франции, находится в регионе Шампань — Арденны. Департамент — Арденны. Входит в состав кантона Флиз. Округ коммуны — Шарлевиль-Мезьер.
Код INSEE коммуны — 08158.
Коммуна расположена приблизительно в 200 км к северо-востоку от Парижа, в 90 км севернее Шалон-ан-Шампани, в 11 км к югу от Шарлевиль-Мезьера.

## Население
Население коммуны на 2008 год составляло 258 человек.
| 1962 | 1968 | 1975 | 1982 | 1990 | 1999 | 2008 |
| ---- | ---- | ---- | ---- | ---- | ---- | ---- |
| 183  | 161  | 154  | 231  | 217  | 217  | 258  |

## Экономика
В 2007 году среди 182 человек в трудоспособном возрасте (15—64 лет) 124 были экономически активными, 58 — неактивными (показатель активности — 68,1 %, в 1999 году было 79,3 %). Из 124 активных работали 120 человек (61 мужчина и 59 женщин), безработных было 4 (3 мужчин и 1 женщина). Среди 58 неактивных 11 человек были учениками или студентами, 18 — пенсионерами, 29 были неактивными по другим причинам.